# Лунгха
Лунгха́ (якут. Луҥха) — река в России, протекает в Якутии, левый приток Лены (1132 км от устья). Длина реки составляет 508 км. Площадь водосборного бассейна — 10 300 км².
Берёт начало на северной окраине Приленского плато. Протекает по Центральноякутской низменности. Питание снеговое и дождевое. Основные притоки впадают справа: Тохорон, Хатынг-Юрях. Судоходна на 72 км от устья (от устья реки Садах).
Код водного объекта — 18030700112117400003278.

## Притоки
По порядку от устья:
- 11 км: Кыыба (лв.)
- 14 км: Булгурума (пр.)
- 28 км: Бэстээх-Юрэх (лв.)
- 30 км: Быкы-Юрэх (лв.)
- 48 км: Синньигёс-Юрэх (пр.)
- 66 км: Садах[вд] (пр.)
- 101 км: без названия (лв.)
- 122 км: без названия (лв.)
- 154 км: без названия (лв.)
- 192 км: без названия (пр.)
- 258 км: Тохороон (пр.)
- 335 км: Сиэрэннээх-Юрэх (лв.)
- 453 км: Ыаллыы-Юрэх (лв.)
- 471 км: Тарын-Юрэх (пр.)
- 478 км: Хайалаах (лв.)
- 484 км: Ньогойбут (пр.)
- 508 км: Ыччакы (пр.)[3]